# Tenebra - Questa è la mia vendetta
Tenebra - Questa è la mia vendetta è un film italiano del 2022 diretto e interpretato da Giuseppe Di Giorgio, tratto dall'omonimo romanzo di David Pratelli.

## Trama
La polizia dà la caccia a un folle femminicida che uccide lasciando scritto ogni volta: "questa è la mia vendetta".

## Distribuzione
Il film è stato distribuito da Upgrade Film Production nelle sale italiane il 25 novembre 2022.